# 喀氏眶灯鱼
喀氏眶灯鱼（学名：Diaphus garmani），又名亮胸眶灯鱼，为眶灯鱼属的其中一種，分布於全球三大洋的熱帶海域，屬深海魚類，棲息深度可達0-2091公尺，體長可達6公分。该物种的模式产地在古巴。

## 扩展阅读
維基物種上的相關：亮胸眶灯鱼